# Idaea minuscularia
Idaea minuscularia là một loài bướm đêm trong họ Geometridae.